# Ferula subtilis
Ferula subtilis är en flockblommig växtart som beskrevs av Jevgenij Korovin. Ferula subtilis ingår i släktet stinkflokesläktet, och familjen flockblommiga växter. Inga underarter finns listade i Catalogue of Life.